# Sul (São Pedro do Sul)
Sul é uma povoação portuguesa sede da Freguesia de Sul do Município de São Pedro do Sul, freguesia com 47,48 km² de área e 878 habitantes (censo de 2021), tendo, por isso, uma densidade populacional de 18,5 hab./km².
Sul foi vila e sede de concelho, constituído este apenas pela sede. Foi concelho desde o século XIII até 1853. Em 1849 era constituído também pelas freguesias de Covelo de Paivô, Gafanhão, Pepim, Reriz, Covas do Rio e São Martinho das Moitas. Tinha nessa data 5342 habitantes e 166 km².

## História
Esta é uma terra de formação muito antiga. O culto de Santo Adrião, o padroeiro da Paróquia, já aqui existia antes da fundação da Nacionalidade, como bem documenta uma doação de dois casais, em Aveloso, feita pela rainha D. Teresa, antes do ano de 1128. A maioria das "villas" era reguenga, como nos casos de Oliveira (Ulveira), Aveloso (Avelaoso), Sul, Santa Maria, Leirados, Rompecilha, Macieira (Maçaeira), Sá (Saá), Pesos e Pisco (Piisco). Estava excluída da posse da Coroa a de Amaral. Anota a " Grande Enciclopédia Portuguesa Brasileira": " Da "villa" de Oliveira, dava-se de foro à Coroa a quarta de pão, do vinho e do linho, além de direituras (produtos caseiros) e da quinta do inculto. A " villa" de Pesos foi povoada por carta de foro, a mandado de D. Afonso Henriques e D. Sancho I (co-governantes, ao que parece), concedida pelo rico - homem do distrito ou terra de Lafões, a que pertencia Sul - o qual era o conde D. Fernão Vermudes, também tenente de Viseu, como declaram os inquiridores de 1258. Quanto à honra de Amaral, diz-se nas Inquirições que " da villa de Amaral, que foi e é de cavaleiros fidalgos por avoenga, peitam ao rei a voz-e-coima unicamente", isto é, era honra mas não de "calúnia" ou couto".
A Igreja de Santo Adrião era toda reguenga, mas apresentavam-na os paroquianos, porque a edificaram, quando aí povoaram, nas propriedades régias. Não deverá ser verdade que as igrejas de S. Martinho das Moitas, Covelo de Paivó e Covas do Rio tivessem sido filiais da de Santo Adrião de Sul - ao contrário do que pretendia Pinho Leal, ou quem o informou, porque as de Covas e Covelo eram apresentadas pela das Moitas, e esta era tão antiga, paroquialmente, pelo menos, como a de Sul (só com diferença de nomes, que não tem a ver com o caso). A não ser que tivesse havido posteriormente apresentação da das Moitas pela de Sul (no século XIII, ainda tal não se dava) e depois se regressasse ao estado primitivo - o que explicaria a confusão, mas não alteraria a verdade da independência de todas relativamente à de Sul. O facto e até a incerteza de limites entre as paróquias de Sul e das Moitas originaram questões sobre a administração de S. Macário, pretendia por ambos os párocos. O das Moitas ganhou a questão em juízo eclesiástico e ficou o de Sul sem a ermida disputada; mas o abade de Sul, João de Melo Abreu Falcão, mandou edificar segunda ermida, que passou a coexistir com a de fundação imemorial, dotando-a de património bastante, de casa para ermitão e o resto, no que o concelho de Sul o auxiliou. A festa, que ainda é muito concorrida, realiza-se em comum. O último estado do padroado da igreja paroquial revela que muitos séculos havia que os paroquianos tinha deixado de possuir o seu direito. No século XVIII ainda o conde almirante (conde de Resende) apresentava o abade.
Sul foi concelho, e como tal estava já instituído no século XIII, sem que possa dizer-se, contudo, quando se constitui no vasto distrito de Lafões. Recebeu foral novo dado por D. Manuel I , em Lisboa, a 4 de Abril de 1514. O concelho foi extinto em 24 de Outubro de 1853, data em que era formado por sete freguesias: Covas do Rio, Covelo de Paivó, Gafanhão, Pepim, Reriz, S. Martinho das Moitas e Sul. No senhorio que teve o concelho há a assinalar o do Infante D. Henrique, filho de D. João I, a quem este fez doação, por carta dada em Lisboa, em 1401, da terra de Sul e de outras.
O território desta freguesia é uma acidentada e larga bacia, quase circular, por onde corre, de norte para sul, o rio Sul, Esclarece de novo, a " Grande Enciclopédia Portuguesa Brasileira": " O nome do rio (...) nada deve ser com " Sul", ponto cardeal, porque a forma antiga (século XII ainda) era Sur, embora se encontre já Sul no século XIII. É possível que o nome até lhe adviesse da pequena mas decerto bem antiga povoação de Sul, um quilómetro ao norte da sede paroquial; mas a origem do topónimo não parece fácil de esclarecer. A restante toponímia é quase nula em espécies antroponímicas: somente um alto monte, ao nascente, tem ou teve, o nome Escapa, que aparece em uso pessoal ( Scapa) antes da Nacionalidade; e a antiguidade também se não exprime indubitavelmente por ela, parecendo ser Sul, Veloso, Amaral e Pesos, os mais antigos. As Inquirições de D. Afonso III referem-se a um local ou acaso ainda " villa", então dita Santa Ounha: unam hereditatem regalengam in termino de Saneta Ounia. Ounha parece a forma arcaica, ou uma das formas romances de Eugénia, nome hoje usado novamente na forma original por influências eruditas, principalmente eclesiásticas (outras formas poderiam ser Oinha e Ginha, mesmo): a fonética não se opõe e a História consente-o, visto que o culto de Santa Eugénia foi dos mais antigos e é documentado entre nós, alguns séculos antes da Monarquia, pois que aquela virgem mártir lucrara especial simpatia de ser " héroine dún beau récit composé vraisemblablement à Lérins, analogue à celui de sainte Marine ( como escreve P. David)". Documentos do século XII situam o território desta freguesia abaixo do monte Magaio, no território de Penafiel (de Covas): " suptus mons Magaio território Visense" e " discurrentibus aquas ad Sur território Pennafidel".
A forma mais antiga do topónimo do monte de S. Macário é Magaio e não S. Magaio. Este último designativo presumivelmente derivará de um culto ali existente a uma divindade naturalística lusitana, posteriormente romanizada em Macarius. Regista a " Grande Enciclopédia": " Aquele monte é chamado de S. Macário, devoção ali exercida parece que por interpretação popular do nome Magaio ( S. Magaio ou " Samagaio" já no século XIII, mas nunca antes - pois se encontra só " Magaio"), e tendo substituído um resistente do paganismo neste alto cume, que ultrapassa o milhar de metros de altitude e onde existiu um formidável castro que originou os topónimos Penafiel - hoje somente Pena, povoação junto de, na encosta". Vem de longe, pois, a designação de Macário ou monte Fuste. A romaria ao santo, trazendo romeiros e peregrinos de toda a região à capelinha (emparedada de muros inestéticos que a protegem dos ventos e das intempéries), realiza-se sempre no último domingo de Julho.
Descendo as encostas da serra fica Fujaco, aldeia tradicional, que preserva o seu aspecto característico, natural, de beleza agreste mas convidativa e repousante. Diz-se que nos seus arredores, há muito, tempo, aqui houve dura guerra. Um guerreiro de nome Fujaco viria a tornar-se famoso, porque, por ter mais amor à pele do que à obrigação, fugiu e por estes cantos se escondeu até que a refrega acabasse. Passado o tempo, casou e teve filhos, e todos deram origem à actual povoação. O orago foi sempre Santo Adrião. É um culto antigo e dos que mais se difundiram antes da Nacionalidade. D. Teresa fez uma doação à Igreja de Santo Adrião de Sul. Tratava-se de dois casais que tinha em Aveloso, uma "villa" reguenga como várias outras na área da actual freguesia. Todas ( à excepção da de Amaral que era honra fidalga) pagavam à coroa os direitos em pão, vinho, linho e outros produtos caseiros. A " villa" de Pesos foi povoada por carta de foral que lhe mandou conceder D. Afonso Henriques e D. Sancho, por intermédio do conde D. Fernão Vasconcelos de Lafões. A honra de Amaral que também era " Villa", pertencia a fidalgos cavaleiros da estripe dos Amarais. Esta estripe fidalga andava ligada por parentescos com a dos fidalgos de matos. Num sitio chamado Lourosa, entre as povoações de Sul e Amaral, existiu um notável souto de castanheiros que a família Amaral geria por usurpação, dado que sempre fora do rei e o mandara plantar o juiz de Sul. Para além deste souto, Afonso Ermiges o senhor de Amaral parece ter-se apoderado de muitas outras propriedades por aqui, entre os finais do século XII e meados de século XIII. Algumas dessas propriedades foram entretanto doadas pela família aos mosteiros mais influentes da região, os de Salzedas, Pedroso, Merelim e Pendorada. Sul já era um concelho rural e medieval no século XIII, integrado na terra de Lafões. Recebeu por isso um foral novo de confirmação, concedido por D. Manuel em Abril de 1514. Só foi extinto, como muitos outros em 1853. Entretanto, os paroquianos haviam há séculos perdido o seu antigo direito a escolher e apresentar o pároco. Certamente, na sequência duma antiga doação de D. João I ao infante D. Henrique, o senhorio deste concelho e da sua igreja entrou nos intermináveis negócios da nobreza. No século XVIII, o padroado da igreja tinha ido para as mãos do conde de Resende.

## Demografia
A população registada nos censos foi:
| Distribuição da População por Grupos Etários | Distribuição da População por Grupos Etários | Distribuição da População por Grupos Etários | Distribuição da População por Grupos Etários | Distribuição da População por Grupos Etários |
| -------------------------------------------- | -------------------------------------------- | -------------------------------------------- | -------------------------------------------- | -------------------------------------------- |
| Ano                                          | 0-14 Anos                                    | 15-24 Anos                                   | 25-64 Anos                                   | > 65 Anos                                    |
| 2001                                         | 132                                          | 145                                          | 624                                          | 508                                          |
| 2011                                         | 78                                           | 85                                           | 483                                          | 444                                          |
| 2021                                         | 64                                           | 51                                           | 348                                          | 415                                          |

## Património
- Igreja Matriz de Sul
- Capela de São Macário
- Capela de São Sebastião
- Capela de São Silvestre
- Capela de Santa Ana
- Capela de Santa Eulália
- Capela de Santo António
- Capela de São Pedro
- Capela na quinta da Galinha
- Capela de Santa Bárbara
- Capela da Senhora dos Remédios